# Centurion Club

Centurion Club är en golfklubb som ligger i Hemel Hempstead i Hertfordshire i England i Storbritannien. Golfklubben grundades den 1 juli 2013.
Golfbanan designades av Simon Gidman. Den har 18 hål och är totalt 6 478 meter och där par är 72.
Centurion Club stod som värd för den första deltävlingen för Liv Golf Invitational Series 2022, som är första säsongen av Liv Golf.